# Jon Alpert
Jon Alpert és un periodista americà nascut l'any 1948 que va derivar el seu perfil professional, juntament amb la seva esposa, Keiko Tsuno, cap a l'edició i producció d'audiovisuals i documentals fonamentalment centrats en la tendència de vídeo-realisme amb intencionalitat de protesta i denúncia social.
Jon Alpert va créixer a Port Chester el 1948 i es va graduar a la Universitat de Colgate, l'any 1970. Començà a treballar de taxista, encarregat de botiga i d'altres feines diverses per poder costejar-se la seva afició al món audiovisual, que de mica en mica, començà a esdevenir la seva passió i, a la llarga, la seva principal activitat professional.
Durant diversos anys (1974-1979), va produir documentals curts (d'entre quaranta i seixanta minuts) per a la televisió pública nord-americana. Un
d'ells, "Cuba: The people", va tenir especial rellevància perquè durant anys cap televisió americana havia pogut enregistrar imatges en territori cubà. Aquesta producció va fer que The New York Times considerés a Alpert com un dels millors productors audiovisuals de televisió de l'època.
Ben aviat, Alpert començà a produir juntament amb la seva parella sentimental, Tsuno, una sèrie de documentals, focalitzats en el fenomen "Cinema-verité", efectuant produccions audiovisuals centrades en la vídeo-denúncia tant de situacions esdevingudes als Estats Units o a territoris exteriors, com Sud-amèrica, Europa o l'Orient Mitjà, destacant produccions com "Cuba: The Town", "Vietnam: picking up the pieces" o "Health care: your money or your life".
Ja amb l'entrada del nou mil·lenni, va continuar la seva tasca audiovisual-informativa d'una manera més lliure: posant la mirada allà on veia alguna cosa que calia explicar. Durant els primers anys (2000-2008) va realitzar diferents documentals i reportatges contra informant sobre aspectes que el preocupaven dins de la societat nord-americana: el fenomen "homeless", la problemàtica de l'energia nuclear, la situació de frau fiscal i la crisi econòmica... Un dels seus treballs de més renom el va realitzar l'any 2001, "From Ground Zero to Ground Zero", on va combinar les exclusives imatges que va poder filmar sobre l'atac terrorista de l'11-S amb el viatge d'una dona americana amb ascendència afganesa que viatja al país dels seus avant-passats per poder-los conèixer.
Aquest corrent també va produir certs canvis ens els equipaments audiovisuals de l'època, durant les dècades dels 60 i 70: les càmeres es van veure reduïdes en dimensions, doncs així eren molt més portables, més fàcils d'operar i transportar arreu.
La seva trajectòria professional dedicada a l'audiovisual li ha valgut nombroses nominacions i premis dins el panorama nord-americà, fonamentalment. En podem destacar la nominació als Oscars 2013 en la categoria de millor documental per "Redemption" i també als Oscars 2011 per "China's unnatural disaster.
Així mateix, va resultar premiat als Emmys 2006 per "Baghdad ER" en la categoria de no-ficció i nominat els anys 2008 i 2009, per "Alive Day memories: Home from Iraq" i "Section 60: Arlington National Cemetery", respectivament.